# Černomořská nížina

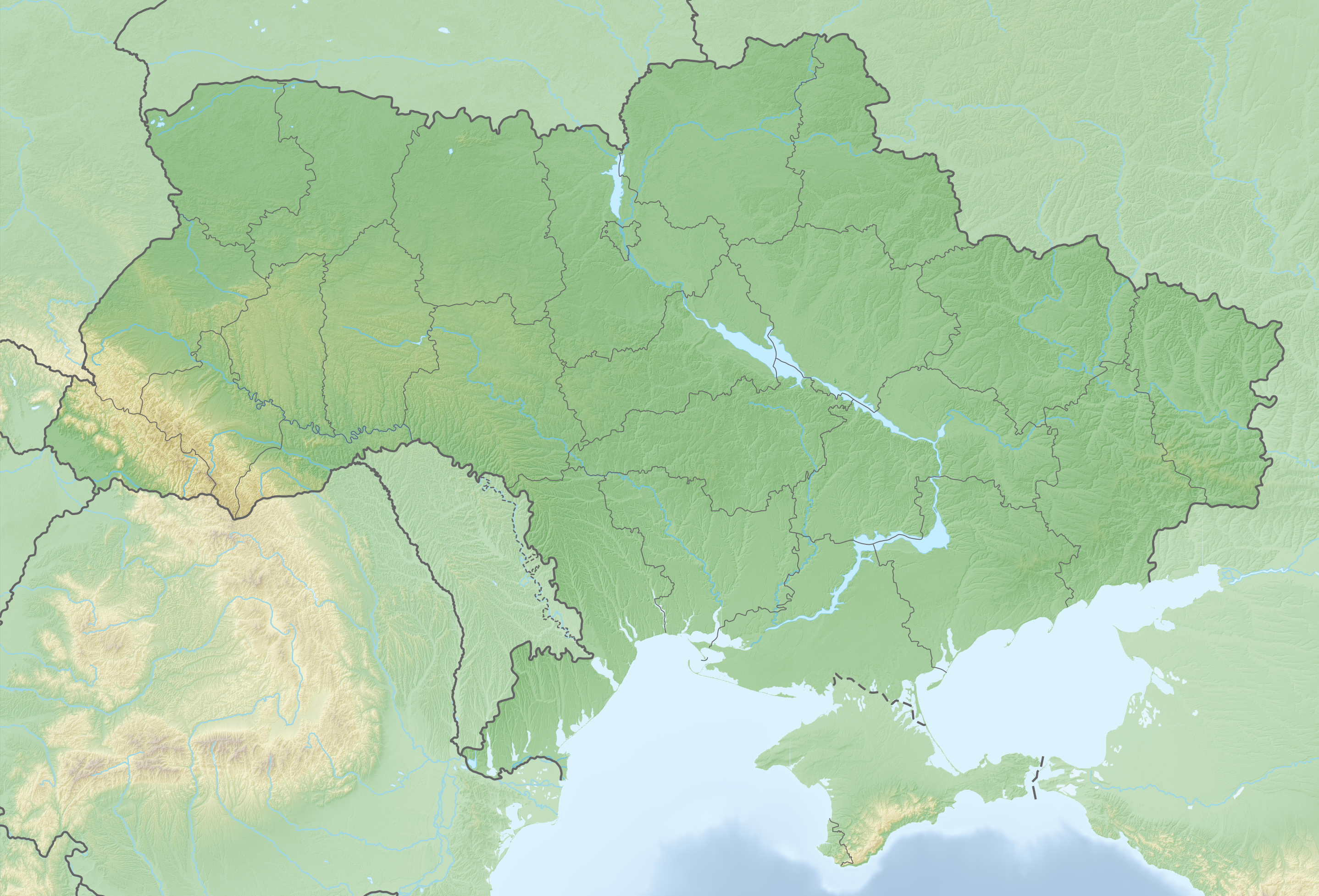
Reliéfní mapa Ukrajiny (vytvořená v rámci projektu NASA Shuttle Radar Topography Mission)

Černomořská nížina je geomorfologická provincie rozkládající se v jižní části Ukrajiny, jihozápadního Ruska a pobřeží Moldavska. Náleží do Východoevropské soustavy, přesněji do Jižní východoevropské podsoustavy. Černomořská provincie se nachází, jak již název podsoustavy napovídá, na jihu východní Evropy. Svým tvarem připomíná půlměsíc, který je z jihu omýván Černým a Azovským mořem. Tato dvě moře odděluje poloostrov Krym, jehož severní nížinatá část je součástí Černomořské nížiny, kdežto jih poloostrova je hornatý a vytváří samostatnou provincii Krym. Azovské moře je spojeno s Černým mořem pomocí Kerčského průlivu, který odděluje Krym od jižního cípu Ruska.

## Reliéf a geologická stavba
Východoevropská rovina je součástí Východoevropské platformy, což je stará a stabilní část evropské pevniny. Krystalický podklad je tvořen předprvohorními žulami a rulami. Na tomto starobylém podkladu leží usazeniny téměř celé Východoevropské roviny. Jednou z částí tohoto krystalického podkladu je také Ukrajinský štít, který vystupuje z okolních rovin ve formě nevysokých kopců. Sedimentární obal byl zvrásněn vlivem hercynského a alpínského vrásnění a došlo k vytvoření klenbovitých vyvýšenin a pánvovitých sníženin.
Černomořská nížina je součástí přímořských nížin při Černém, Azovském a Kaspickém moři. Tyto přímořské nížiny jsou veliké sníženiny na jihu ruské tabule na styku s alpínskou vrásnou zónou. Třetihorní alpínská orogeneze, která probíhala na jižním okraji Východoevropské roviny, způsobila zprohýbání celé roviny na sníženiny a vyvýšeniny. Přímořské nížiny (Černomořská, Kubáňsko-azovská, Kaspická) patří mezi nejmladší části Východoevropské roviny, moře zde vymizelo teprve během třetihor, někde až čtvrtohor. Jsou tedy vyplněny mocnými mořskými sedimenty třetihor a čtvrtohor a mají jednotvárný rovinný reliéf. Černomořská nížina zaujímá ukrajinské pobřeží Černého moře a nížinnou část Krymu. Téměř celá nížina je pokryta spraší. Na dolním Dněpru vznikly díky převívání písků říčních teras až 25 m vysoké přesypy. Na povrchu spraší dochází často k sufozi, mechanickému odnosu drobných částic hornin podpovrchovou vodou, který se projevuje na svahu sesedáním povrchu a vznikem plochých sufózních sníženin tzv. podů, o rozměrech od několika set metrů do několika desítek kilometrů. Na jaře se tyto mělké sníženiny mění v dočasná jezera.

## Klima
V rámci celé Východoevropské roviny je podnebí velmi odlišné, což je dáno její obrovskou rozlohou. Jelikož je ve východoevropské rovině vliv povrchových tvarů zanedbatelný, mění se podnebné podmínky podle zeměpisné šířky od severu k jihu ale i od západu k východu. Tyto rozdíly jsou způsobeny rozdílnou intenzitou slunečního záření a cirkulací vzduchových hmot. Od západu k východu vzrůstají vlivy kontinentality. Podle Köppenovy klasifikace klimatu lze oblast Východoevropské roviny rozdělit do čtyř základních podnebných oblastí:
- Podnebí tundrové (subpolární) – v zimě zde převládá studený arktický vzduch a v létě kontinentální vzduch mírného pásma; letní teploty vzduchu dosahují 8 až 12 °C.
- Mírně studené (boreální) podnebí – zaujímá největší část mírného pásma, tj. pás lesů až po hranici stepi; po celý rok v něm převládají vzduchové hmoty kontinentálního původu.
- Stepní podnebí – zaujímá Černomořskou nížinu, nížinnou část Krymu, Kubáňsko-azovskou nížinu, dolní Povolží a střední povodí řeky Ural; je kontinentální se studenou a mírně vlhkou zimou a teplým a suchým létem. Teplotní amplitudy se zvětšují ZV směrem; průměrné lednové teploty dosahují – 2 až – 15 °C, červencové 21 až 24 °C.
- Pouštní podnebí – zaujímá tu část Kaspické nížiny, která leží pod úrovní hladiny Černého moře je to nejsušší část evropské pevniny (roční srážkové úhrny klesají pod 300 mm). Podnebí je silně kontinentální, v zimě dosahují absolutní teploty – 30 až – 40 °C, v létě 40 až 45 °C.

## Vodstvo
Řeky na jihu Východoevropské roviny jsou vývojově starší než řeky na severu, jejich toky byly založeny ve třetihorách či dříve. Jelikož je ve stepi záporná vláhová bilance, mívají tyto řeky méně vody než řeky na severu a velmi nerovnoměrné rozložení sezónního odtoku – jarní povodně vs. letní nízký stav (malé řeky i vysychají), avšak povodně mohou vzniknout i v období letních dešťů.
Řeky jsou napájeny převážně z tajícího sněhu a jen menší podíl připadá na dešťové srážky a podzemní vody. Při jarních povodních odteče více než polovina celoročního množství vody, jinak jsou průtoky nízké kromě letních lijáků.
Mezi největší řeky, protékající Černomořskou nížinou patří Dněpr, Don a Jižní Bug. Pro oblast Černomořské nížiny jsou typická limanovitá ústí řek, která svědčí o čtvrtohorním poklesu pobřeží a zatopení ústí řek.

## Biota
Rostlinný kryt v jednotvárném reliéfu Východoevropské roviny je důležitým aspektem krajiny. Na severním okraji Východoevropské roviny nalezneme tundry s bezlesým porostem. Největší plochu však zaujímá lesní pás, kde v severnější a chladnější části roviny převažují spíše jehličnaté lesy a směrem na jih od 60. rovnoběžky se stále ve větší míře více vyskytuje příměs listnatých stromů.
Hranici mezi lesem a stepí tvoří přechodný pás lesostep, která zasahuje do severní části Černomořské nížiny. Z původního rostlinného krytu převládá bylinná formace lučních stepí, kdežto u lesního porostu převažují doubravy vyskytující se převážně jen ostrůvkovitě či v říčních nivách. Luční step je v porovnání s ostatními stepními formacemi nejvíce vlhkomilná, a proto vegetační porost je velmi hustý a druhově bohatý. Nicméně v současné době je většina lesostepí přeměněna díky zásahu člověka na ornou půdu.
Převážnou část území Černomořské nížiny zaujímá step. Step se vyznačuje bezlesou bylinnou formací, kde podstatnou část vegetace tvoří tráva. Případné lesní porosty nalezneme pouze jen v nížinách anebo v erozních rýhách. Typickou stepní vegetací Černomořské nížiny jsou různé druhy trav např.: kavyl, kostřava nebo smělek; charakteristické pro tuto oblast jsou i tulipány či hyacinty, tudíž rostliny vyznačující se krátkou vegetační dobou. Rostlinný kryt je méně hustý a bohatý na rostlinné druhy; místy bez vegetace. Také stepní krajina je z velké části proměněna na kulturní zemědělskou krajinu, kde je rozoranost zemědělských ploch vysoká a dosahuje 50 – 70 %. Tyto suché stepi mají zejména využití pro chov dobytka. Mezi typické zástupce stepní zvířeny patří – hlodavci (sysel obecný, svišť stepní, křeček polní), zajíc polní, pišťucha stepní, sajga tatarská a z ptactva je typický drop velký nebo jeřáb panenský.